# 페이스 오브 러브
《페이스 오브 러브》(영어: The Face of Love)는 2013년 공개된 미국의 로맨틱 드라마 영화이다.

## 출연

### 주연
- 아네트 베닝
- 에드 해리스
- 로빈 윌리엄스

### 조연
- 에이미 브렌너먼
- 제스 웨이슬러
- 린다 박
- 제프리 빈센트 파리세
- 킴 페리스
- 네이슨 클락슨

## 기타
- 프로듀서: 보니 커티스
- 프로듀서: 줄리 린
- 공동제작: 조나단 맥코이
- 협력프로듀서: 찰스 M. 바사미언
- 협력프로듀서: 타라 모로스
- 협력프로듀서: 찰스 솔로몬
- 조감독: 미셸 파넬리-베네티스
- 사운드슈퍼바이저: 자크 세이버스
- 미술: 제닌 오프월
- 세트: 멕 에버리스트
- 특수효과: 조쉬 하키안
- 분장: 발리 오레일리
- 의상: 주디아나 마코브스키
- 배역: 헤이디 르빗
- 배역: 모니카 니켈슨